# Ibanez
Pour les articles homonymes, voir Ibáñez.
 (octobre 2019).
Si vous disposez d'ouvrages ou d'articles de référence ou si vous connaissez des sites web de qualité traitant du thème abordé ici, merci de compléter l'article en donnant les références utiles à sa vérifiabilité et en les liant à la section « Notes et références ».

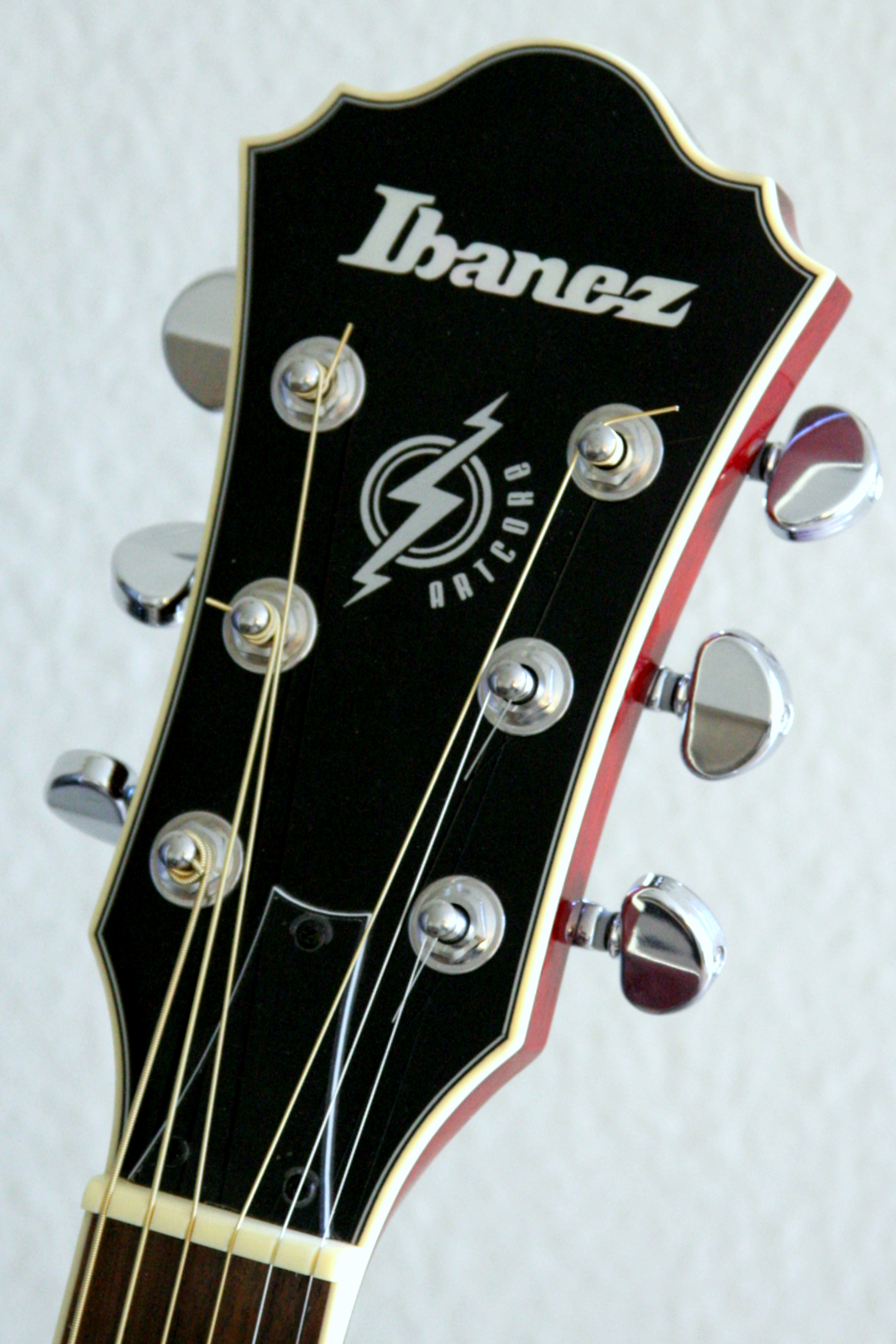
Une tête de guitare Ibanez.

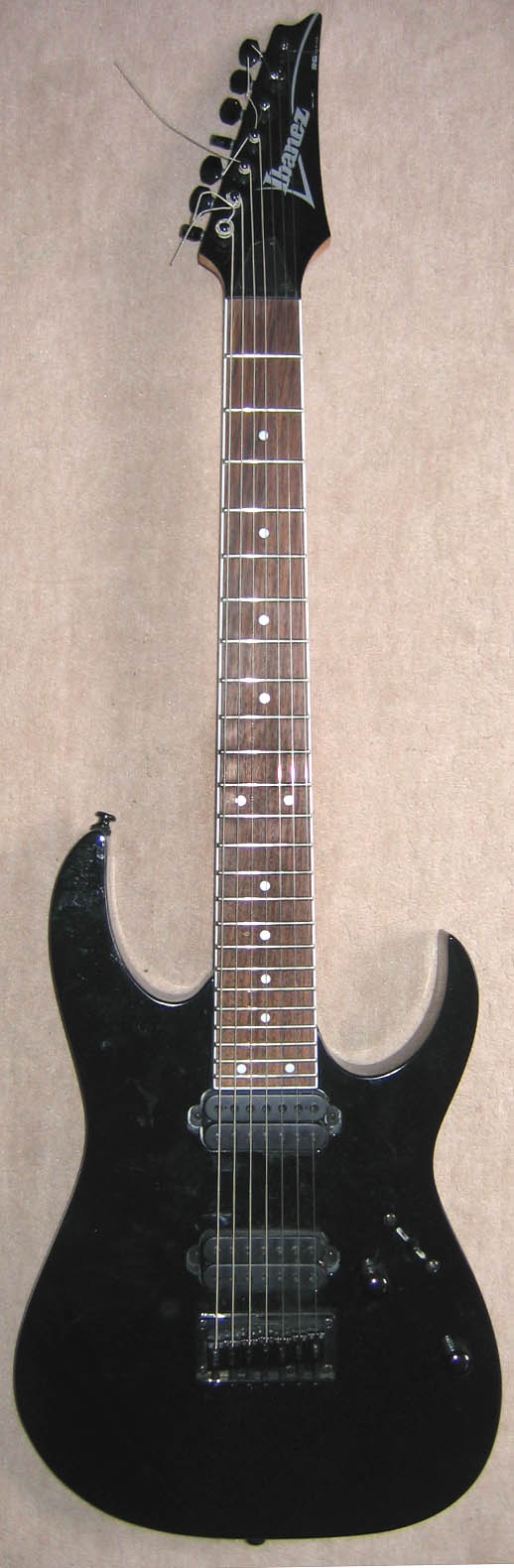
Guitare Ibanez à 7 cordes (RG7321BK).

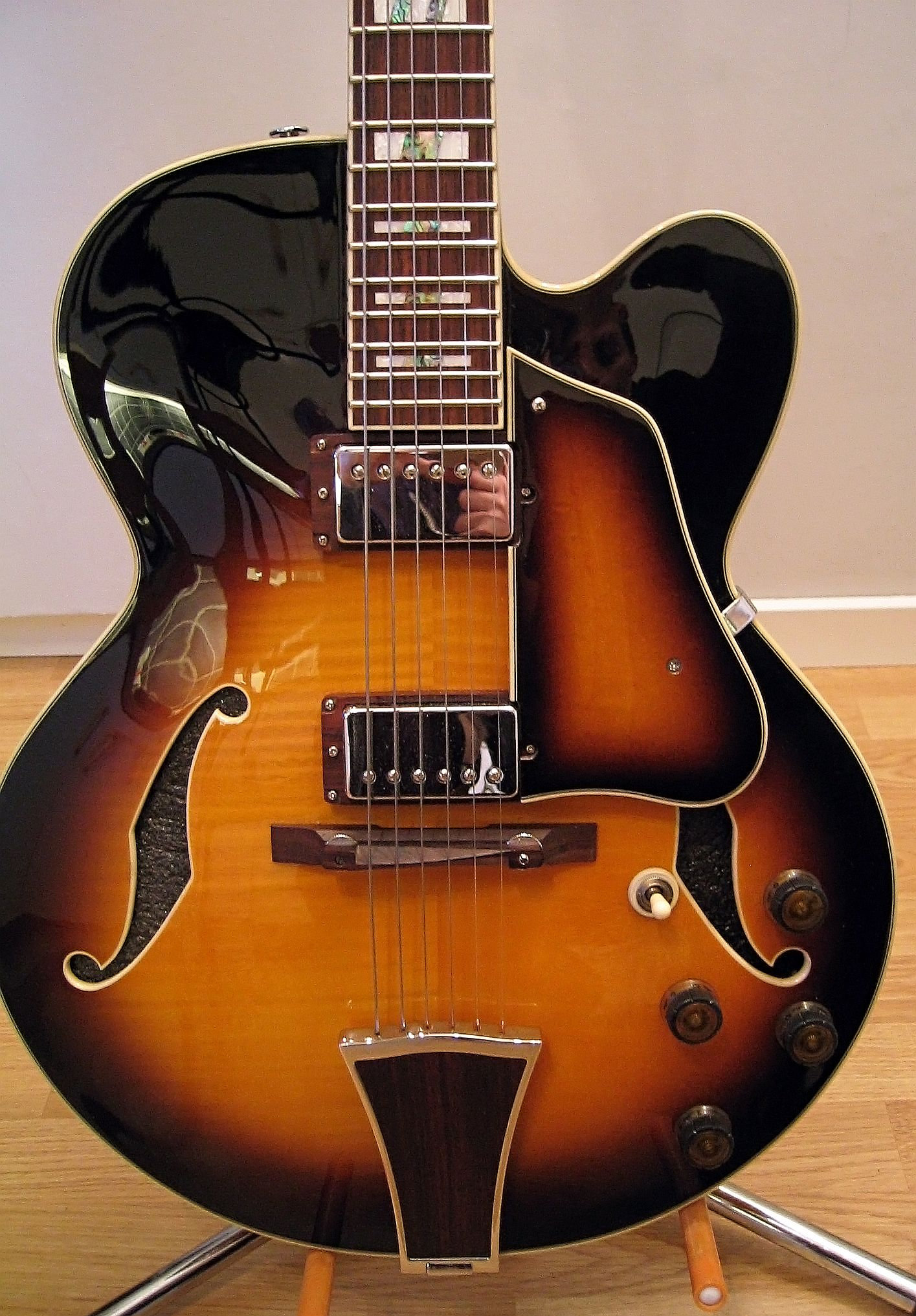
Ibanez AF195.

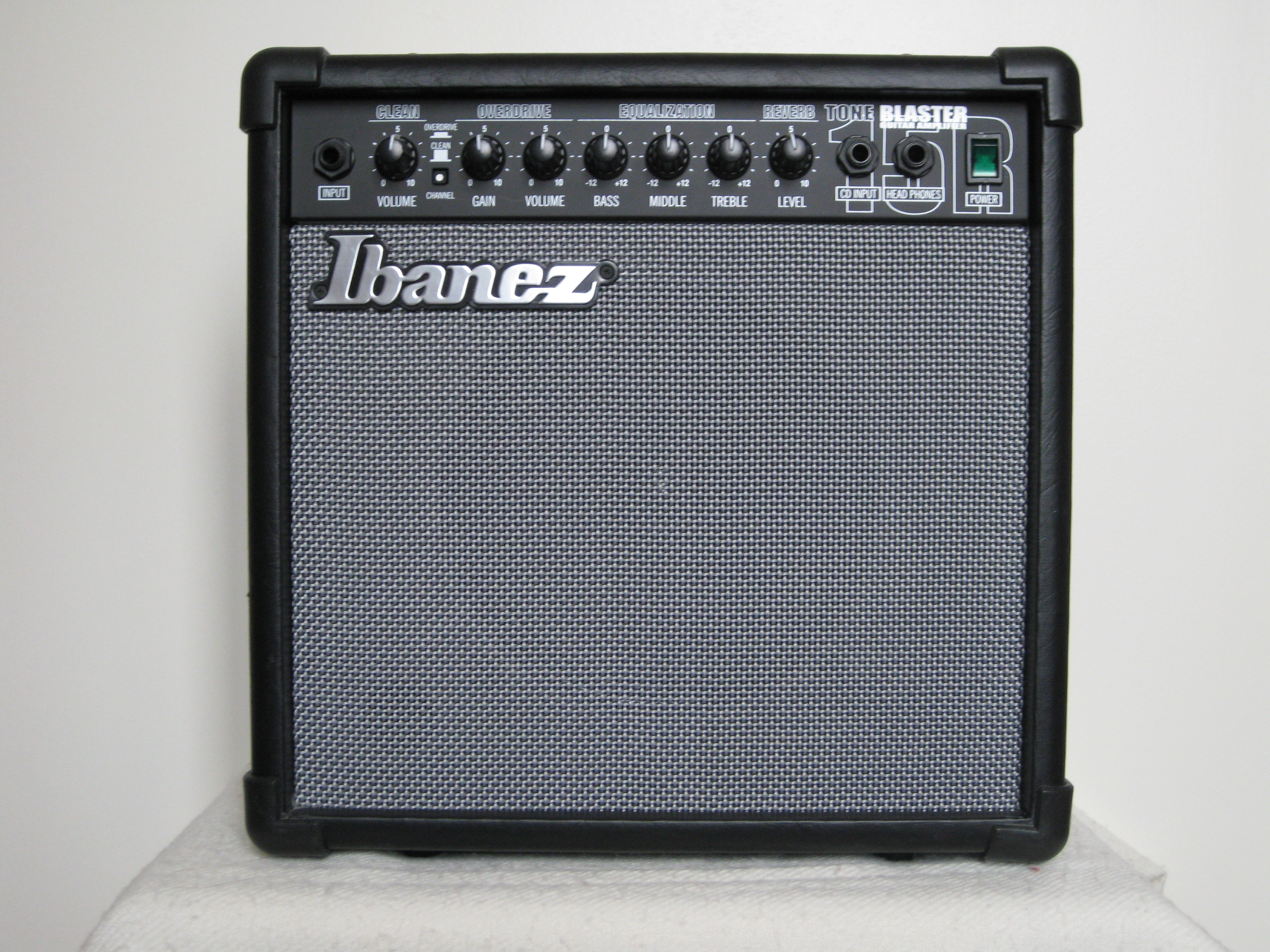
Amplificateur - X Tone Blaster

Ibanez est une marque de guitares et d'accessoires fabriqués par Hoshino Gakki Ten, qui est un groupe japonais basé à Nagoya, Aichi. La première guitare Ibanez fabriquée par le groupe a vu le jour en 1935.
La marque s'est spécialisée dans la fabrication de guitares électriques à micros double bobinages, de guitares basses, ainsi que dans certaines pédales d'effet comme la Tube Screamer. Certains artistes comme Steve Vai, Joe Satriani ou Tim Henson ont leurs propres guitares signature fabriquées sur mesure par Ibanez.

## Histoire
En 1908, le groupe Hoshino Gakki Ten ouvre une division musicale au sein d'Hoshino Shoten, une filiale spécialisée dans le domaine de la librairie et l'édition musicale au Japon. Dès 1929, Hoshino Gakki commence à importer les guitares de l'entreprise espagnole Salvador Ibáñez é Hijos. Plus tard, après le rachat de cette entreprise par Telesforo Julve Spain de  Valencia en 1933, Hoshino Gakki commence à fabriquer dès 1935 des guitares acoustiques espagnoles en petites séries, d'abord sous le label Ibanez Salvador puis sous la marque Ibanez. À la suite d'un incendie ayant détruit entièrement l'usine "Ibanez" pendant la guerre d'Espagne 1936–1939, toutes les fabrications seront faites dorénavant au Japon. Fabriquées à la main, leur distribution restera limitée dans un premier temps.
En 1965, Harry Rosenbloom, qui fabriquait artisanalement des guitares aux États-Unis (à Ardmore, Pennsylvanie) sous la marque Elger, décide de se consacrer exclusivement à la vente et devient l'importateur et le distributeur exclusif de la marque "Ibanez" pour l'Amérique du Nord.
C'est dans les années 1970 que les fabricants japonais se lancent dans la fabrication de réplique d'instruments de marques américaines prestigieuses à moindre coût, copiant le design de modèles emblématiques, telles les guitares Fender, Rickenbaker et Gibson. C'est là que le succès commercial de "Ibanez" commence grâce aux exportations vers les États-Unis et l'Europe. D'abord avec des copies de grande qualité de guitares électriques, puis par la suite avec des modèles étudiés à 100 % par la marque, possédant des corps originaux, des manches au profil fin et des coloris novateurs. Tout cela permet à "Ibanez" de s'implanter définitivement dans le paysage musical des années 1980 et de se faire connaitre au niveau mondial, gagnant du même coup le cœur d'une majorité des musiciens de heavy metal.
À partir de 1970 pendant quelques années, pour développer ses marchés à l'export et diminuer le prix de revient assez élevé de ses instruments, "Ibanez" lance une sous marque, "Cimar" qui est surtout réservée à des répliques de guitares de marques comme Fender ou Gibson. Cimar / Ibanez emploie pour cela des qualités de matériaux, de bois et d'accastillage moins onéreuses que dans ses séries moyennes et haut de gamme, pour abaisser ses prix de revient et de main-d'œuvre. Néanmoins ces répliques correspondent à une demande commerciale et sont d'une très bonne qualité de présentation et de fabrication. Ibanez va même jusqu'à apporter des modifications sur ses copies par rapport à l'original pour améliorer le confort de jeu et les finitions.

## Produits

### Guitares
- 1929 - Guitares acoustiques espagnoles de "Salvador Ibáñez"
- 1935 - Guitares sous la marque "Ibanez Salvador"

Début de fabrications des copies vendues en grande partie sous la marque Cimar.
- 1970 - 2020, 2030 El. Guitar
- 1971 - répliques, 2350 (Les Paul) Gibson, 2375 (Stratocaster) Fender
- 1972 - répliques, 2365 (Jazz Bass) Fender, 2370 (ES335) Gibson Guitar Corporation
- 1973 - 2387, (Flying V), 2405 (Semi Original)
- 1974 - 2387, DX (Flying V Deluxe) 2402 (SG Double Neck) Distortion, Phase No. PT900
- 1975 - répliques, 2388 (Rickenbacker Bass)

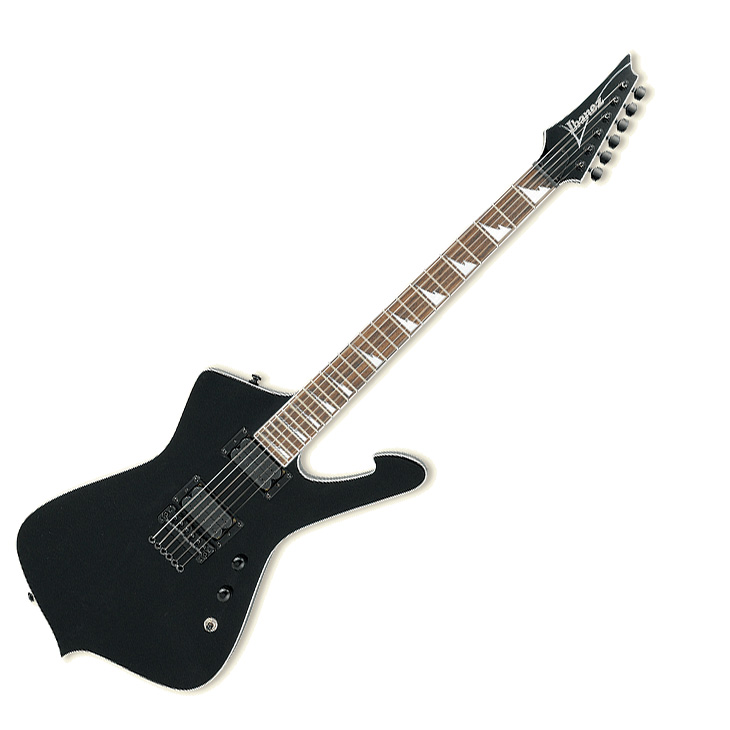
L'Ibanez Iceman, le premier design original d'Ibanez, commercialisée à partir de 1976.

Modèles originaux conçus par la marque
- 1976 - 2663 Première apparition des Iceman, design original d'Ibanez[2].
- 1976 - 2459 (Explore), 2409 (Semi original), 2612 (Artist)
- 1977 - 2680 (Bob Weir) Analog Delay AD230
- 1978 - GB10, 20 (George Benson) PS10 (Paul Stanley) Concert, Performer MC Guitar
- 1979 - Roadster, Studio 2630 Semi, ACO MC Bass
- 1980 - RS Bass Series, AS200 (John Scofield), AR300 (Artist) MC924 Bass Tama Artwood Acoustic Guitar
- 1981 - Blazercompacts 9 Series
- 1982 - AR30 et AR50 (modèle économique de style AR) LR-10 (Lee Ritenour) JP20 (Joe Pass) Roadstar  AM205 (Small size Semi Acoustic) Digital Delay DM1000 Floor Multi UE300
- 1983 - AR30 (fin de production en 1983) RS1010 (Steve Lukather) RB Bass MC888 (Bean Bass) Harmonizer HD 1000
- 1984 - AH-10 (Allan Holdsworth) RS Guitar RM999 (Bean Bass)
- 1985 - AH-20 (Allan Holdsworth) GB30 (George Benson) IMG2010 (MIDI Guitar) COMPACT MASTER Series
- 1986 - RG Guitar, RB Bass MC2924 Stereo Digital Reverb SDR 1000 Power Series (Compact effector)
- 1987 - 540S, 540P, 540R, PL Guitar JEM (Steve Vai) RG550 MX-2(MAXXAS) Sound Gear Bass Series Compact VL10
- 1988 - RG750, RG770 Rock & Play RP100
- 1989 - JEM777V, JEM7P (Steve Vai) AFD Compact Soundtank Floor Multi Effector PUE5
- 1990 - UV7 (Steve Vai 7-strings), JS (Joe Satriani) Rock & Play RP200
- 1991 - PGM300 (Paul Gilbert) PUE5TUBE
- 1992 - RT Guitar, SV Guitar, R Guitar PT3, RP50, Rock & Play RP20D
- 1994 - Talman Series EC Series, PT3DX
- 1995 - JPM100 (John Petrucci), PGM600, 700, GB5 ATK Bass Series PS10LTD
- 1996 - PM100 (Pat Metheny) ICJ100(J.)
- 1997 - SC Series, Ergodyne Bass(EDB)
- 1998 - Ergodyne Bass (EDC), 7-String Guitars AMP Tone Blaster, Soundwave, Troubadoure Series
- 1999 - BTB Bass, Signature Bass TONE-LOK Series Effector
- 2000 - MASA Series, AEF, AEM, AEJ Series
- 2001 - EDA Bass, AEG Series, AMP TB50R
- 2002 - PGM10th, AEL Series, AW1500CE, AW1050CE, AW1050, K7 (Korn signature), TONE-LOK Series Effector (PM7, AW7, SB7)
- 2003 - SZ Series, MMM1, NDM1, Edge pro II, ZR & ZPS (New tremolo System), GRG, DWB3, RKB900, AW40, TCM50, TB100, TB15D, TS808 REISSUE, K5

### Basses

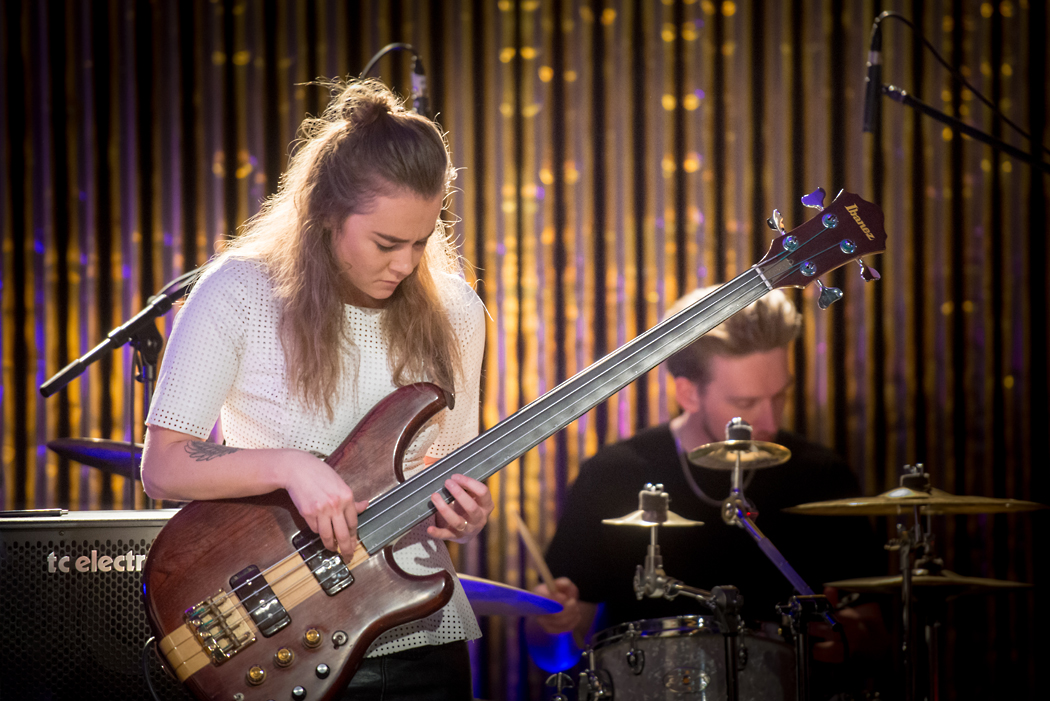
Une basse fretless Ibanez Musician MC, dont la production a duré de 1978 à 1982, avant d'être rééditée dans les années 1990.

Ibanez fabrique des basses, à 4, 5 ou 6 cordes. Jusqu'aux années 1970, Ibanez (à l'instar d'autres marques japonaises comme Aria) se contente de copier les marques américaines. À partir des années 1980, Ibanez commercialise des modèles qui lui sont propres et améliore son image (notamment sur le marché américain), en proposant des produits jugés de meilleure qualité.

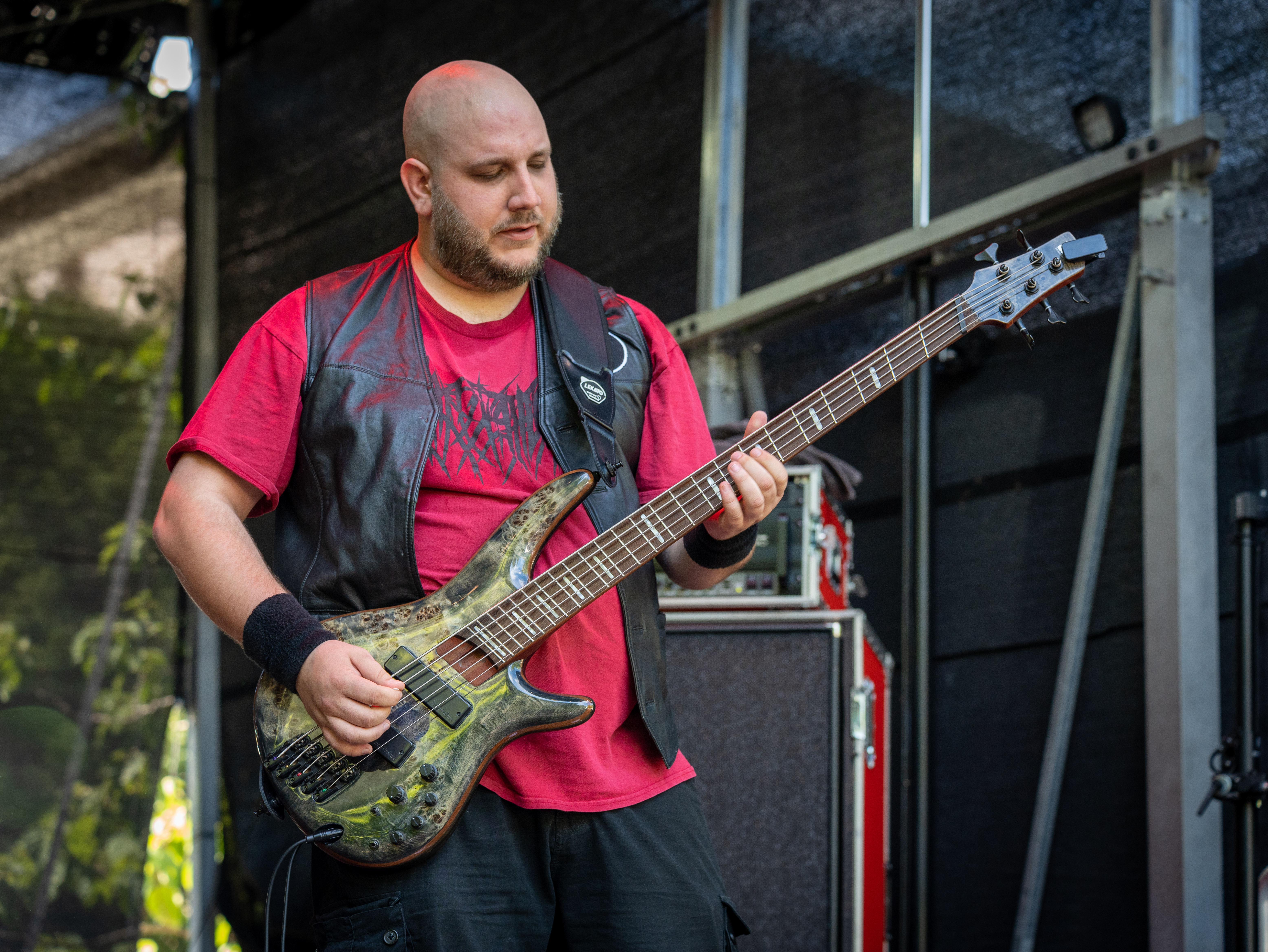
Une basse Ibanez 5 cordes multidiapason (2022).

### Pédales d'effet

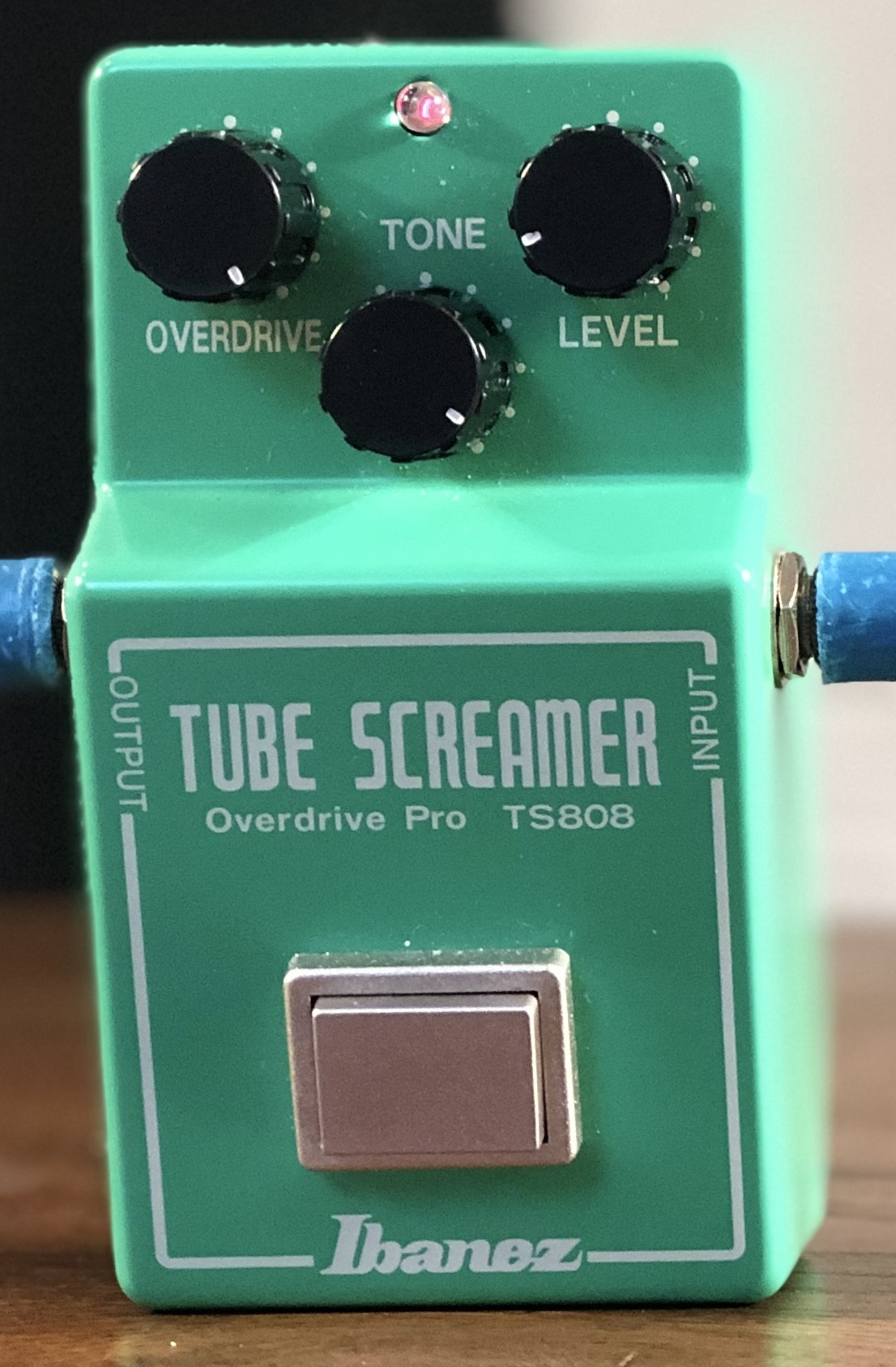
Ibanez TS808 Tube Screamer, pédale d'overdrive devenue très répandue et ayant donné lieu à de nombreuses copies.

La Tube Screamer, l'une des overdrives les plus répandues, déclinée en de nombreux modèles (TS9, TS808, etc), est commercialisée à partir de 1979.

### Amplificateurs
- Mimx
- X Tone Blaster  (photo)
- Thermion
- Troubadour
- IBZ Amplifier
- TSA15H plus cabinet 1*12 inch et la version combo 1*12 inch.

## Musiciens utilisant une guitare Ibanez
Liste non exhaustive des plus célèbres d'entre eux :
- John Scofield (AS-200)
- Gérald Moizan
- JB Brubaker (August Burns Red)
- Herman Li (DragonForce)
- Sam Totman (DragonForce)
- Carl A.Tidemann
- Hizaki (Versailles)
- Brad Delson (Linkin Park)
- Fabien Galland
- Joe Satriani
- Steve Vai
- Jani Liimatainen
- Fredrik Thordendal (Meshuggah)
- Dino Cazares (Fear Factory)
- Pat Metheny
- Mike D'Antonio
- John Harris (News-Avengers)
- Manu Livertout
- Frederic DE CECCO
- James Shaffer alias « Munky » de Korn
- Paul Gray (Slipknot)
- Mick Thomson (Slipknot)
- Paul Gilbert
- Michaël Zurita
- Patrick Rondat
- Yannick Robert
- Chris Broderick (Megadeth)
- Tom Morello (Rage Against the Machine) utilise une Ibanez comme seconde guitare
- Kevin Wasserman alias Noodles (The Offspring)
- Dexter Holland (The Offspring)
- Synyster Gates (Avenged Sevenfold)
- George Benson
- John 5 (Rob Zombie)
- Omar Rodríguez-López (The Mars Volta)
- Daron Malakian (System of a Down)
- Andy Timmons (Danger Danger, Andy Timmons Band, Pawn Kings)
- Stéphan Forté
- John McLaughlin (Mahavishnu orchestra jouait sur une 2 manches custom)
- Joe Pass
- Tosin Abasi (Animals As Leaders)
- Marco Sfogli
- Ludovic Piercy (Gallb)
- Markus Toivonen (Ensiferum)
- Gary Willis (basses fretless 5-cordes série GW)
- Ichika Nito
- Atsushi Yokozeki
- Jen Majura (Evanescence et Somthing on 11)